# Dragør Sogn

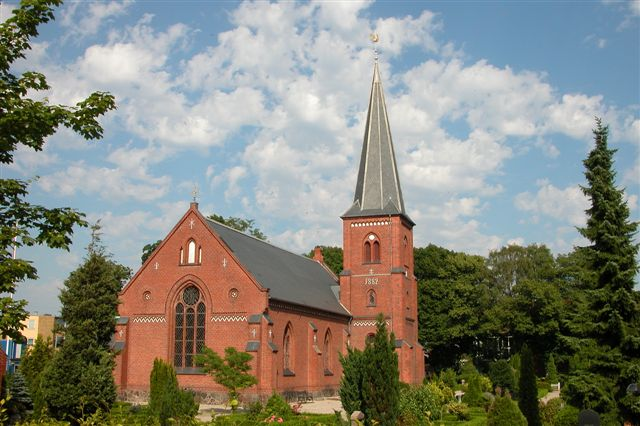
Dragør Kirke

Dragør Sogn ist eine Kirchspielsgemeinde (dän.: Sogn) in der gleichnamigen Gemeinde Dragør im Vorortbereich der dänischen Hauptstadt Kopenhagen. Bis 1970 gehörte sie zur Harde Sokkelund Herred im damaligen Københavns Amt. Mit der Auflösung der Hardenstruktur wurde das Kirchspiel unverändert in die neu gegründete flächengleiche Dragør Kommune übernommen, die am 1. April 1974 um die Store Magleby Kommune erweitert wurde. Mit der Kommunalreform zum 1. Januar 2007 blieb die erweiterte Kommune trotz einer Einwohnerzahl von weniger als 20.000 unverändert, gehört aber seitdem zur Region Hovedstaden.
Am 1. Januar 2023 lebten von den 12.327 Einwohnern der Stadt Dragør 4369 im Kirchspiel, auf dem Gebiet der Gemeinde liegt die Dragør Kirke.
Einzige Nachbargemeinde ist im Westen das Kirchspiel Store Magleby Sogn, in den anderen Himmelsrichtungen grenzt das Kirchspiel an den Öresund.